# Martinvelle
Martinvelle – miejscowość i gmina we Francji, w regionie Grand Est, w departamencie Wogezy.
Według danych na rok 1990 gminę zamieszkiwało 168 osób, a gęstość zaludnienia wynosiła 7 osób/km² (wśród 2335 gmin Lotaryngii Martinvelle plasuje się na 877. miejscu pod względem liczby ludności, natomiast pod względem powierzchni na miejscu 114.).